# Dukuhwidara
Dukuhwidara is een bestuurslaag in het regentschap Cirebon van de provincie West-Java, Indonesië. Dukuhwidara telt 5416 inwoners (volkstelling 2010).